# Olivia Pinheiro
María Olivia Pinheiro Menacho (Santa Cruz de la Sierra, Bolivia; 29 de octubre de 1983) es una modelo boliviana que participó en el certamen de Miss Bolivia 2010 como Miss Santa Cruz resultando ganadora.

## Miss Santa Cruz
La noche del 20 de mayo de 2010 se llevó a cabo la final del certamen de belleza departamental más importante en Bolivia donde 16 candidatas se disputaron los títulos de Miss Santa Cruz, Srta. Santa Cruz, Miss Bicentenario y Miss Litoral obteniendo así un pase al certamen nacional.
Olivia Pinheiro se corona como Miss Santa Cruz 2010. Aracely Almaraz: Srta Santa Cruz, Yovana O'Brien: Miss Bicentenario y Beatriz Olmos: Miss Litoral, respectivamente.
El concurso se realizó en el salón Sirionó de Fexpocruz ante un numeroso y eufórico público dividido en barras. El espectáculo conmemoró los 200 años del grito libertario cruceño.

## Miss Bolivia 2010
La noche del 26 de agosto de 2010 se llevó a cabo la final del certamen de belleza nacional en el salón Sirionó de Fexpocruz en Santa Cruz de la Sierra, donde Claudia Arce Lemaitre corona a Olivia Pinheiro como Miss Bolivia 2010 - Universo 2011.
19 fueron las candidatas que se disputaron alguno de los títulos que la Organización Miss Bolivia entregaba este año.

## Miss Caraïbes Hibiscus 2011
Después de la polémica sobre su edad y su paso sin éxito por el Miss Universo, Olivia representó a su país en la elección de Miss Caraïbes Hibiscus 2011 que se llevó a cabo el 3 de diciembre en la isla San Martín, donde ganó la corona. Haciendo así que sea la primera vez que Bolivia gana ese certamen. 
| Predecesor: - Claudia Arce Lemaitre     | Miss Bolivia 2010 2010                           | Sucesor: - Yessica Mouton       |
| Predecesor: - Ximena Vargas             | Miss Santa Cruz 2010                             | Sucesor: - Karen Salazar        |
| Predecesor: - Lívia Da Silva Nepomuceno | 1° Finalista de Reina Hispanoamericana 2010 2010 | Sucesor: - Alexia Viruez Pictor |
| Predecesor: - Tineffa Naisso            | Miss Caraïbes Hibiscus 2011 2011                 | Sucesor: - Rebecca Pradel       |